# Plunek
Plunek – domowy demon opiekuńczy występujący w podaniach wierzeniowych ludności na terenie Wielkopolski, Sieradza i Pomorza, odpowiednik plonka, pomnażający dobytek, najczęściej wyobrażany w postaci ptaka.